# Zobo
Zobo – mieszaniec międzygatunkowy jaka i zebu.
Hodowany w Azji ze względu na mleko i mięso.